# Lemnalia philippinensis
Lemnalia philippinensis is een zachte koraalsoort uit de familie Nephtheidae. De koraalsoort komt uit het geslacht Lemnalia. Lemnalia philippinensis werd in 1899 voor het eerst wetenschappelijk beschreven door May. 